# Le Liège
Le Liège és un municipi francès, situat al departament de l'Indre i Loira i a la regió de Centre – Vall del Loira. L'any 2007 tenia 335 habitants.

## Demografia

### Població
El 2007 la població de fet de Le Liège era de 335 persones. Hi havia 128 famílies, de les quals 48 eren unipersonals (20 homes vivint sols i 28 dones vivint soles), 40 parelles sense fills i 40 parelles amb fills.
La població ha evolucionat segons el següent gràfic:
Habitants censats

### Habitatges
El 2007 hi havia 161 habitatges, 127 eren l'habitatge principal de la família, 26 eren segones residències i 8 estaven desocupats. 143 eren cases i 3 eren apartaments. Dels 127 habitatges principals, 77 estaven ocupats pels seus propietaris, 41 estaven llogats i ocupats pels llogaters i 9 estaven cedits a títol gratuït; 17 tenien una cambra, 16 en tenien dues, 21 en tenien tres, 22 en tenien quatre i 52 en tenien cinc o més. 93 habitatges disposaven pel capbaix d'una plaça de pàrquing. A 56 habitatges hi havia un automòbil i a 50 n'hi havia dos o més.

### Piràmide de població
La piràmide de població per edats i sexe el 2009 era:
| Homes | Edats   | Dones |
| ----- | ------- | ----- |
| 4     | 95 o +  | 0     |
| 0     | 90 a 94 | 0     |
| 0     | 85 a 89 | 12    |
| 0     | 80 a 84 | 4     |
| 8     | 75 a 79 | 8     |
| 12    | 70 a 74 | 12    |
| 4     | 65 a 69 | 4     |
| 4     | 60 a 64 | 4     |
| 0     | 55 a 59 | 8     |
| 20    | 50 a 54 | 4     |
| 12    | 45 a 49 | 4     |
| 8     | 40 a 44 | 8     |
| 4     | 35 a 39 | 4     |
| 16    | 30 a 34 | 12    |
| 0     | 25 a 29 | 4     |
| 8     | 20 a 24 | 0     |
| 8     | 15 a 19 | 4     |
| 4     | 10 a 14 | 12    |
| 8     | 5 a 9   | 4     |
| 16    | 0 a 4   | 4     |

## Economia
El 2007 la població en edat de treballar era de 203 persones, 162 eren actives i 41 eren inactives. De les 162 persones actives 145 estaven ocupades (93 homes i 52 dones) i 18 estaven aturades (6 homes i 12 dones). De les 41 persones inactives 22 estaven jubilades, 8 estaven estudiant i 11 estaven classificades com a «altres inactius».

### Ingressos
El 2009 a Le Liège hi havia 130 unitats fiscals que integraven 310,5 persones, la mediana anual d'ingressos fiscals per persona era de 16.297 €.

### Activitats econòmiques
Dels 9 establiments que hi havia el 2007, 1 era d'una empresa alimentària, 4 d'empreses de construcció, 1 d'una empresa de comerç i reparació d'automòbils, 1 d'una empresa d'hostatgeria i restauració i 2 d'empreses de serveis.
Dels 3 establiments de servei als particulars que hi havia el 2009, 2 eren paletes i 1 electricista.
L'únic establiment comercial que hi havia el 2009 era una fleca.
L'any 2000 a Le Liège hi havia 10 explotacions agrícoles que ocupaven un total de 588 hectàrees.

## Equipaments sanitaris i escolars
L'únic equipament sanitari que hi havia el 2009 era un hospital de tractaments de mitja durada (seguiment i rehabilitació).

## Poblacions més properes
El següent diagrama mostra les poblacions més properes.